# Ньялам
28°09′40″ пн. ш. 85°58′46″ сх. д. / 28.16107° пн. ш. 85.97935° сх. д.
Ньялам (кит. 聂拉木县, пін. Nièlāmù Xiàn, трансліт. Nyalam) — один із повітів КНР у складі префектури Шигацзе, Тибетський автономний район. Адміністративний центр — містечко Ньялам.

## Географія
Повіт Ньялам розташований на півдні Тибетського плато (регіон У-Цанг) і у центральній частині Гімалаїв. Середня висота Ньяламу над рівнем моря складає близько 3800 метрів (проте найнижча точка повіту — на кордоні з Непалом — знаходиться на висоті лише 1433 метри). 
У повіті розташований пік Шишабангма — єдиний восьмитисячник, що повністю лежить у КНР.

### Клімат
Повіт знаходиться у зоні так званої «гірської тундри», котра характеризується кліматом арктичних пустель. Найтепліший місяць — липень із середньою температурою 10.8 °C. Найхолодніший місяць — січень, із середньою температурою -3,1 °С.
| Клімат повіту Ньялам    | Клімат повіту Ньялам | Клімат повіту Ньялам | Клімат повіту Ньялам | Клімат повіту Ньялам | Клімат повіту Ньялам | Клімат повіту Ньялам | Клімат повіту Ньялам | Клімат повіту Ньялам | Клімат повіту Ньялам | Клімат повіту Ньялам | Клімат повіту Ньялам | Клімат повіту Ньялам | Клімат повіту Ньялам |
| Показник                | Січ.                 | Лют.                 | Бер.                 | Квіт.                | Трав.                | Черв.                | Лип.                 | Серп.                | Вер.                 | Жовт.                | Лист.                | Груд.                | Рік                  |
| Середній максимум, °C   | 3,1                  | 3,2                  | 6                    | 9,4                  | 12                   | 14,5                 | 15,3                 | 15,3                 | 13,7                 | 10,4                 | 7,7                  | 5,6                  | 9,7                  |
| Середня температура, °C | −3,1                 | −2,8                 | 0,1                  | 3,1                  | 6,3                  | 9,6                  | 10,8                 | 10,7                 | 8,8                  | 4,1                  | 0,5                  | −1,5                 | 3,9                  |
| Середній мінімум, °C    | −8                   | −7,5                 | −4,3                 | −1,3                 | 2,2                  | 6,3                  | 8,1                  | 7,9                  | 5,5                  | −0,6                 | −4,6                 | −6,6                 | −0,2                 |
| Норма опадів, мм        | 42.3                 | 52.7                 | 66.1                 | 51                   | 40.8                 | 57.4                 | 81.2                 | 77.9                 | 87                   | 51.8                 | 13.9                 | 31.6                 | 653.7                |
| Вологість повітря, %    | 48                   | 55                   | 62                   | 67                   | 73                   | 79                   | 84                   | 83                   | 81                   | 69                   | 54                   | 42                   | 66.4                 |
| ----------------------- | -------------------- | -------------------- | -------------------- | -------------------- | -------------------- | -------------------- | -------------------- | -------------------- | -------------------- | -------------------- | -------------------- | -------------------- | -------------------- |
| Джерело: data.cma.cn    |                      |                      |                      |                      |                      |                      |                      |                      |                      |                      |                      |                      |                      |